# Charles H. Schneer
Charles H. Schneer (Norfolk, 5 de maio de 1920 — Boca Raton, 21 de janeiro de 2009) foi um produtor cinematográfico britânico.